# 黄烨军
黄烨军（1972年— ），中国足球裁判，北京体育大学体育教育系田径足球专业毕业，目前擔任北京航空航天大学体育部讲师。黄烨军2010年起成为中超联赛主裁判 ，之前担任中國足球甲級联赛主裁判。
2010年，重庆力帆向中国足球协会提出申请，希望不再让黄烨军执法力帆队的比赛，因为重庆力帆认为黄烨军总是偏袒力帆的对手。不过，也有评论认为黄烨军的争议判罚并不太大。 2012年中超联赛，山东鲁能主帅滕卡特以拒绝出席赛后新闻发布会的方式表达对黄烨军的不满。